# Troglodita
A trogloditák (görögül: Τρωγλοδύται), (szó szerint „barlangba menők”) több ókori görög és római író által megemlített nép volt, mely többfelé élt. Írtak róluk földrajztudósok és történészek is, többek között Hérodotosz (i. e. V. század), Agatharchides (i. e. II. század), Diodórosz (i. e. I. század), Sztrabón (i.e. 64/63 – i.sz. kb 24), Caius Plinius Secundus (I. század), Iosephus Flavius (37 – kb. 100), Tacitus (56 – 117 után), Ailianosz (kb 175 – kb 235), Porphüriosz (kb 234 – kb 305).

## Görög-római időszak
A legelső, a „trogoditákra” (L nélkül) való utalás a görög trōglē, barlang és dytes, merülők szavakból származik.

### Hérodotosznál
Hérodotosz Történelem című művében a trigloditákra vadásztak a garamantészek. Azt írta, ők az ismert emberiség leggyorsabb futói, és kígyókkal, gyíkokkal és más hüllőkkel táplálkoztak. Azt is megemlíti, hogy nyelvük egyetlen általa ismert nyelvhez sem hasonlít, és úgy hangzik, mint a denevérek beszéde. Alice Werner (1913) úgy gondolta, ezek teljesen passzolnak az akkoriban Dél-Afrikában élő kiszanokra, mert az ő nyelvükben nagyon gyakoriak a klikkelő hangok.

### Sztrabónnál
Geógraphika hüpomnémata könyvében Sztrabón azt írja, a trogloditák  krobizikkel közösen élnek Kis-Szkítiában (Scythia Minorban), közel a Dunához és a Callatisban valamint Tomisban élő görögökhöz közel.

### Pomponius Melánál
Chorographia című művében Pomponius Mela szerint nincsenek erőforrásaik, és mikor beszélnek, jellemző rájuk a magas hangfekvésű beszéd. Mély barlangok környékén csúszkálnak, és kígyókkal táplálkoznak.

### Athenaeusnál
Deipno-szophisztai című művében Naukratiszi Athénaiosz azt írta, hogy a Vörös-tengerről beszámoló Pitagorasz szerint panduráikat olyan fehér mangróvékből készítik, melyek a tengerben nőnek. Szintén tőle tudjuk, hogy Euphorion az Isztmiai játékokról szóló könyvében azt írta, a négyhúros szambükéikon úgy játszottak, mint a pártusok.

### Ailianosznál
Az Állatok természetéről című könyvében Ailianosz megemlítette, hogy a troglodita törzs egy híres nép, nevét pedig a lakókörnyezetükről kapta. Hozzátette, hogy kígyókkal táplálkoznak. Ezen felül arról is beszámol, hogy a trogloditák szerint a a szörnyek királya az etiópiai bika, mert benne összpontosul az oroszlán eltökéltsége, a lovak gyorsasága és a vas keménysége.

### Iosephus Flaviusnál
Iosephus Flavius megemlít egy helyszínt, melyet ő Trogloditisznek nevez, miközben a Teremtés könyvéről számol be. Eszerint Sára halála után Ábrahám elvette Ketúrát, akitől hat fia született, akik még több fiúnak adtak életet. „Most ezeknek a fiuknak és unokáknak Ábrahám meghagyta, hogy kolóniákban telepedjenek le. Így őbelőlük lettek a trigloditák és Arabia Felix uralkodói.”
A Iosephus által említett „Teogloditis” általában a Vörös-tenger két partját jelentette. Josephus azonban azt is kijelenti, hogy az egyik unoka, Efer leszármazottai megtámadták Líbiát, így Afrika neve Eferre vezethető vissza. A modern elképzelés szerint azonban a földrész nevének a berber ifriből (az ifran többesszáma) az alapja, mely „barlangot” jelent.

### Euszebiosznál
Euszebiosz azt írta, hogy a trogloditák találták fel a szambükét.